# جيمي لودج
جيمي لودج (بالإنجليزية: Jimmy Lodge)‏ (11 يناير 1895 في المملكة المتحدة - 24 أكتوبر 1971) هو لاعب كرة قدم بريطاني (وحمل سابقاً جنسية المملكة المتحدة لبريطانيا العظمى وأيرلندا) في مركز الظهير. لعب مع نادي يورك سيتي وهال سيتي ونادي هاليفاكس تاون ونونيتون بورو ‏.